# Patrick Duarte
Patrick Duarte (Amsterdam, 3 augustus 1986) is een Nederlands profvoetballer van Portugese ouders die bij voorkeur als vleugelaanvaller speelt. In het seizoen 2018/2019 speelde hij voor FC VVC. 
Duarte doorliep de jeugd van Ajax en verruilde die op zijn zestiende voor die van ADO Den Haag. In het seizoen 2006/2007 maakte hij de overstap naar de amateurs van FC Lisse. In het seizoen 2008/2009 maakte hij zijn debuut in het betaald voetbal, bij RBC Roosendaal. Duarte scoorde op 20 september thuis tegen FC Emmen zijn eerste officiële doelpunt in het betaald voetbal. Aan het einde van het seizoen 2009/2010 kreeg Duarte te horen dat hij geen nieuw contract kreeg van RBC Roosendaal. Hierop besloot hij voor één jaar te tekenen bij Quick Boys. In het seizoen 2012/2013 speelde hij voor Voorschoten '97. In het seizoen 2013/2014 werd hij met Spakenburg algeheel Nederlands amateurkampioen door in de finale AFC te verslaan. In het seizoen 2014/2015 kwam hij uit voor FC VVC in Nieuw-Vennep, waarna hij twee seizoenen voor Amstelveen Heemraad speelde. Hierna speelde hij 1 seizoen voor SCW en 1 seizoen voor FC VVC. Hij speelde het laatste seizoen voor Voetbalvereniging Amstelveen. In 2017 besloot hij stoppen met zijn voetbalcarrière.
Duarte speelde drie interlands in het Nederlands amateurelftal.